# François Pilâtre de Rozier

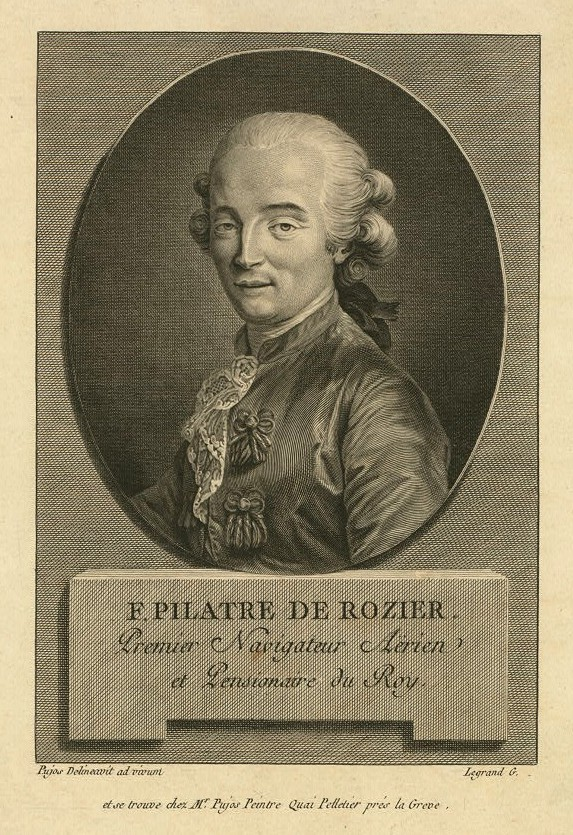
François Pilatre de Rozier

François Pilâtre de Rozier, född 30 mars 1754, död 15 juni 1785, var den första människa som gjorde en uppstigning med en luftballong, vilket skedde den 15 oktober 1783. Luftfärden gjordes i en ballong som hade konstruerats av bröderna Montgolfier och som steg till cirka 25 meters höjd fjättrad vid en lina i marken.
Senare samma år, 21 november, gjorde de Rozier tillsammans med markis François-Laurent d'Arlandes den första friflygningen med ballong, som varade i 26 minuter. Han omkom några år senare under ett försök att flyga över Engelska kanalen med en hybridballong; en kombination av montgolfière och charlière.